# 하라 나쓰코 (축구 선수)
하라 나쓰코(일본어: 原 菜摘子, 1989년 3월 1일 ~ )는 일본의 은퇴한 여자 축구 선수이다.

## 국가대표팀 경력
2008년 FIFA U-20 여자 월드컵에 출전했다.
그녀는 2010년 1월 13일 덴마크과의 경기에서 일본 국가대표팀에 데뷔했다. 그녀는 국제 A매치 통산 2경기에 출전했다.

## 통계
| 일본 | 일본 | 일본 |
| 연도 | 출전 | 득점 |
| ---- | ---- | ---- |
| 2010 | 2    | 0    |
| 통산 | 2    | 0    |